# Riley Seger
Riley Seger (Vancouver, 21 aprile 1997) è uno sciatore alpino canadese.

## Biografia
Originario di North Vancouver, fratello di Brodie, a sua volta sciatore alpino, e attivo in gare FIS dal dicembre del 2013, in Nor-Am Cup Seger ha esordito il 10 dicembre 2014 a Lake Louise in discesa libera (49º) e ha colto il primo podio il 12 marzo 2019 a Burke Mountain in slalom gigante (3º). Ha debuttato in Coppa del Mondo il 27 ottobre 2019 a Sölden in slalom gigante, senza completare la prova; il 13 dicembre 2021 ha conquistato a Panorama in supergigante la prima vittoria in Nor-Am Cup. Ai Mondiali di Saalbach-Hinterglemm 2025, sua prima presenza iridata, si è classificato 20º nel supergigante e non ha completato la discesa libera; non ha preso parte a rassegne olimpiche.

## Palmarès

### Coppa del Mondo
- Miglior piazzamento in classifica generale: 96º nel 2023

### Nor-Am Cup
- Miglior piazzamento in classifica generale: 7º nel 2020
- Vincitore della classifica di slalom gigante nel 2022
- 15 podi:
  - 4 vittorie
  - 6 secondi posti
  - 5 terzi posti

#### Nor-Am Cup - vittorie
| Data             | Località           | Paese       | Specialità |
| ---------------- | ------------------ | ----------- | ---------- |
| 13 dicembre 2021 | Panorama           | Canada      | SG         |
| 26 marzo 2022    | Sugarloaf          | Stati Uniti | GS         |
| 23 febbraio 2024 | Whiteface Mountain | Stati Uniti | SG         |
| 13 marzo 2025    | Sugarloaf          | Stati Uniti | SG         |

Legenda:

SG = supergigante

GS = slalom gigante

### Campionati canadesi
- 5 medaglie:
  - 1 oro (slalom gigante nel 2020)
  - 2 argenti (supergigante, slalom gigante nel 2023)
  - 2 bronzi (discesa libera nel 2016; slalom gigante nel 2019)